# La Glace noire
La Glace noire (The Black Ice, dans l'édition originale en anglais) est un roman policier de Michael Connelly, publié le 1er juin 1993. C'est le second roman mettant en scène le personnage d'Harry Bosch.

## Résumé
Le 24 décembre, l'inspecteur Moore, collègue de Bosch, est retrouvé mort dans un petit motel de L.A. Sitôt arrivé sur les lieux du crime, Harry Bosch s'en fait virer par ses patrons. La thèse du suicide est imposée et c'est tout. Ne se laissant pas impressionner, Bosch enquête de son côté et apprend que Moore était lié à un trafic de drogue, la "black ice", qui fait des ravages en Californie. Encore plus inquiétant, dans la voiture de Moore on découvre un mot qui lui est destiné. Entre les deux hommes, un étrange dialogue d'outre-tombe se noue, jusqu'au jour où l'on trouve une mouche dans le cadavre d'un travailleur mexicain jeté à la décharge publique...
La drogue "black ice" est fictionnelle et inventée par M. Connelly pour son intrigue.

## Personnages
- Hieronymus « Harry » Bosch : Inspecteur du LAPD, rattaché à la division d’Hollywood.

- Calexico "Cal" Moore : Inspecteur du LAPD retrouvé mort dans un motel, en apparence par suicide.

- Sylvia Moore : Veuve de Cal Moore. Elle noue une relation personnelle avec Bosch au fil de l’enquête.

- Irving Irving : Chef adjoint du LAPD. Il supervise les activités de Bosch avec méfiance et rigidité.

- Juan Doe #67 : Cadavre non identifié découvert avec des traces de "glace noire", drogue synthétique.

- Zorrillo : Chef d’un cartel de drogue opérant depuis le Mexique, soupçonné d’avoir des liens avec des policiers américains corrompus.

- Detective Porter : Collègue de Bosch.

- Mendez : Policier mexicain de Tijuana. Il collabore partiellement avec Bosch mais semble dissimuler des éléments.

## Contexte et chronologie
La Glace noire, deuxième roman de la série consacrée à Harry Bosch,. L’inspecteur Bosch est chargé de l’enquête sur le suicide présumé d’un collègue du LAPD, Calexico Moore, découvert dans un petit motel de Hollywood la nuit de Noël. Bosch découvre que Moore était impliqué dans un trafic de drogue fictive, baptisée « black ice », circulant à Los Angeles et au Mexique,.
L’enquête l’emmène jusqu'à la frontière entre Calexico et Tijuana, révélant un réseau complexe de corruption policière et de liens avec les cartels de drogue. Par ailleurs, Bosch noue une relation émotionnelle avec Sylvia Moore, veuve de la victime, ce qui dévoile un aspect plus vulnérable de sa personnalité.
Le récit se situe quelques mois après Les Égouts de Los Angeles. Bosch travaille toujours à la division des homicides d'Hollywood et se distingue par son tempérament obstiné et indépendant. À travers cette enquête, il s’affirme comme un détective imperturbable, prêt à prendre des risques pour défendre ses convictions, même en terrain hostile.

## Accueil critique
Le roman est qualifié de  « fort et sûr », reconnaissant Connelly comme un auteur doté d’un « talent supérieur pour raconter des histoires ». Le site cite aussi des éloges provenant du New York Times Book Review, du Pittsburgh Post-Gazette ou du Arizona Republic, décrivant le livre comme l’un des thrillers les plus haletants à lire « une fois commencé, on ne lâche plus ».
On loue également la précision du réalisme policier dans le récit, évoquant un récit « serré et tendu » dans lequel Bosch poursuit sa propre justice, sans peur des conséquences.

## Éditions
Édition américaine
- (en) Michael Connelly, The Black Ice, Boston, Little, Brown and Company, 1993, 322 p. (ISBN 978-0-3161-5382-9)

Éditions françaises
- Michael Connelly (trad. de l'anglais américain par Jean Esch), La Glace noire [« The Black Ice »], Paris, Éditions du Seuil, coll. « Seuil policiers », 1995, 377 p. (ISBN 978-2-0202-0706-5)

Le roman a fait l'objet de quatres rééditions en France.

## Livres audio
La traduction française du roman (traduit de l'américain par Jean Esch) a fait l'objet en 2002 puis en 2006 de deux éditions sous forme de livre audio, dans une même narration d'Éric Herson-Macarel, d'une durée de 11 heures 30 minutes chacune.

## Adaptation télévisée
La saison 3 de la série Bosch: Legacy des Studios Amazon  est en partie librement adaptée de ce roman.

## Distinctions

### Nominations
Le roman a été nommé pour deux prix littéraires:
- Prix Anthony du meilleur roman 1994[10]
- Prix Hammett 1994[11]